# واینبورگ ام ساسباخ
واینبورگ ام ساسباخ (به آلمانی: Weinburg am Saßbach) یک منطقهٔ مسکونی در اتریش است که در زودوست‌اشتایرمارک واقع شده‌است. واینبورگ ام ساسباخ ۲۵ کیلومتر مربع مساحت دارد ۲۷۶ متر بالاتر از سطح دریا واقع شده‌است.